# 리뷰 애그리게이터
리뷰 애그리게이터(review aggregator)는 제품과 용역(예: 영화, 책, 비디오 게임, 소프트웨어, 하드웨어, 자동차)의 리뷰를 수집하는 시스템이다. 이 시스템은 리뷰를 저장하고, 사용자가 리뷰를 볼 수 있는 웹사이트 지원, 소비자 경향에 관한 정보를 제3사에 판매, 실제 고객과 잠재 고객에 관해 학습하기 위한 기업용 데이터베이스 생성과 같은 목적들을 위해 이것들을 사용한다. 이 시스템을 통해 사용자들은 동일 작품의 각기 다른 수많은 리뷰를 쉽게 비교할 수 있다. 이 시스템들 중 다수가 대략적인 평균 평가치를 계산하며 일반적으로 작품의 긍정적인 평가의 정도와 관련한 각 리뷰의 수치적 가치 할당에 기반을 두는 것이 보통이다.
리뷰 애그리게이션 사이트들은 특히 구매하기 비싼 전자 게임과 같은 특정 분류에서 검토 중인 물건들을 개발, 제조하는 기업들에 경제적 영향력을 주기 시작하였다. 일부 기업들은 점수를 누계시키는데 로열티 비용과 직원 보너스를 활용하며 주가는 잠재적 판매량과 관련한 점수를 반영하는 것으로 간주되고 있다. 판매량과 누계 점수 간의 강력한 상관관계가 있다는 것이 널리 받아들여지고 있다.

## 저명한 리뷰 애그리게이터

### 서적
- Book Marks
- iDreamBooks

### Electronics
- Epinions
- TestFreaks
- TestSeek

### 영화, 텔레비전
- 메타크리틱
- 무비 리뷰 쿼리 엔진
- 로튼 토마토
- Flickmetrix

### 음악
- Acclaimed Music
- AnyDecentMusic?
- 라스트 FM
- 메타크리틱
- 앨범 오브 디 이어
- 레이트 유어 뮤직

### 비디오 게임
- 게임랭킹스
- 메타크리틱
- 오픈크리틱

### 브랜드를 위한 리뷰 애그리게이터
- FeedCheck
- Channel Signal

### 기타 분류
- Graphiq

### 참고 문헌
- Needleman, Rafe (2006년 9월 20일). “Wize: tallies user feedback”. 《cnet.com》. CBS Interactive. 2010년 8월 17일에 원본 문서에서 보존된 문서. 2010년 7월 18일에 확인함.
- Needleman, Rafe (2006년 10월 19일). “Still more reviews aggregators: Retrevo, DigitalAdvisor, and TheFind”. 《cnet.com》. CBS Interactive. 2010년 8월 16일에 원본 문서에서 보존된 문서. 2010년 7월 18일에 확인함.